# Nort Toons

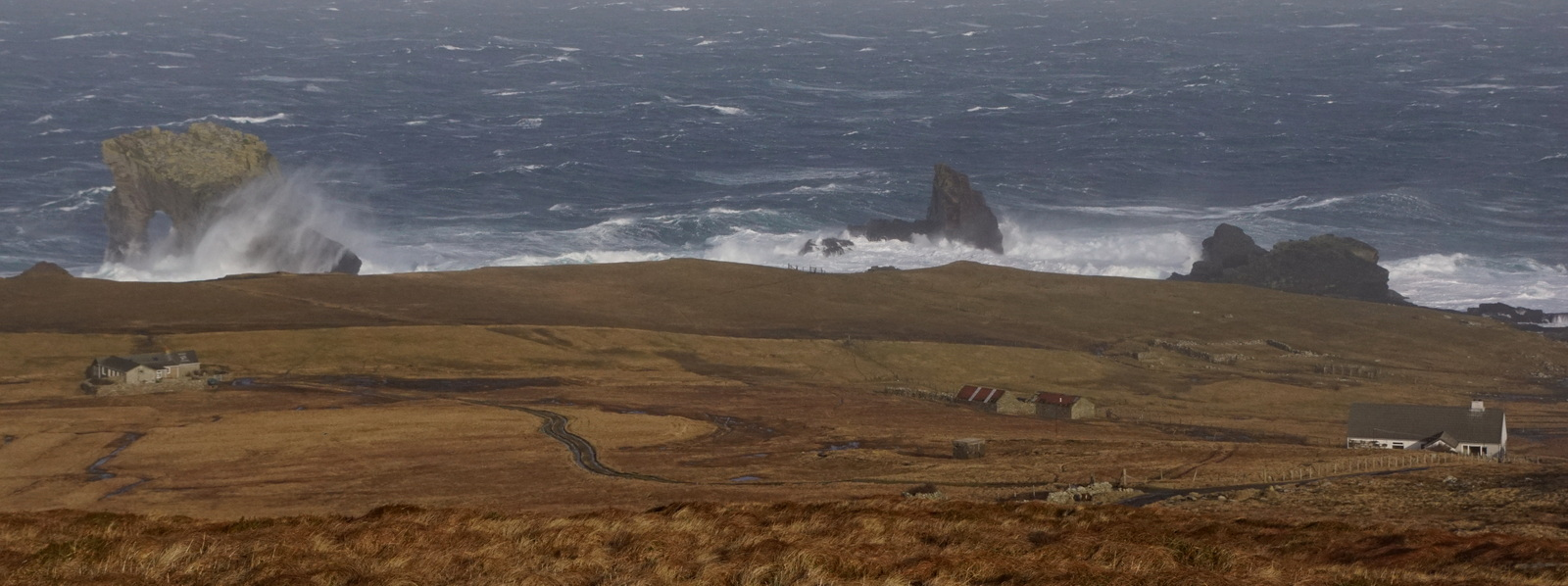
Blick von Süden auf den Ort

Nort Toons ist eine kleine Ortschaft, die in Schottland im Westen der Shetlandinseln liegt.

## Geographie
Nort Toons (auch Da Nort Toons) liegt im Norden der Insel Foula. Es umfasst vier Häuser von Croftern. In der Nachbarschaft finden sich die Ruinen weiterer Häuser, sowie die Spuren von landwirtschaftlicher Nutzung in Form von Stufen, auf denen Ackerbau betrieben wurde. Angebaut wurde unter anderem Grünkohl. Die Häuser des Ortes befinden sich an einem Hang, der vom Meer nach Süden führt.
Auf der vom Meer abgewandten Seite liegt der 75 Meter hohe Skiordar. Die an seinem Rücken verlaufende Straße führt, in südöstlicher Richtung, von Nort Toons nach Ham.

## Historisches
Im Rahmen der historischen Gliederung Schottlands in Civil Parishes zählt Nort Toons zu Walls and Sandness. Entstanden ist das Dorf zu Anfang des 19. Jahrhunderts, um die gestiegene Bevölkerung auf der Insel besser zu verteilen.